# Vozera Tjyrvonoje
Vozera Tjyrvonoje (vitryska: Возера Чырвоное) är en sjö i Belarus.   Den ligger i voblasten Homels voblast, i den centrala delen av landet, 170 km söder om huvudstaden Minsk. Vozera Tjyrvonoje ligger 131 meter över havet. Arean är 44 kvadratkilometer. Den sträcker sig 6,1 kilometer i nord-sydlig riktning, och 10,3 kilometer i öst-västlig riktning.
Omgivningarna runt Vozera Tjyrvonoje är en mosaik av jordbruksmark och naturlig växtlighet. Runt Vozera Tjyrvonoje är det glesbefolkat, med 16 invånare per kvadratkilometer.